# ソ・ヨンヒ
ソ・ヨンヒ（ハングル：서영희、漢字表記：徐令姬、1979年6月13日 - ）は、韓国の女優。

## 経歴
- 東国大学校演劇映画科を卒業。
- 1999年、舞台『モスキート』で女優デビュー。
- 2010年、映画『ビー・デビル』で主演を務める。

## 出演

### テレビドラマ
- 怒った顔で振り返れ（2000年、KBS） - イ・ヒジン役
- 12月の熱帯夜（2004年、MBC） - パク・ミョンスク役
- 悲しみよ、さようなら（2005年 - 2006年、KBS） - キム・ミンジュ役
- 人魚物語（2007年、tvN） - ナム・スイン役
- タルジャの春（2007年、KBS） - チャン・スジン役
- ヨメ全盛時代（2007年 - 2008年、KBS） - イ・ボクナム役
- 善徳女王（2009年、MBC） - ソファ（昭火）役
- 千回のキス（2011年 - 2012年、MBC） - ウ・ジュヨン役
- チ・ウンスの開運（2012年、TV朝鮮） - イ・ウニ役
- 3度結婚する女（2013年 - 2014年、SBS） - パク・チュハ役
- 秘密の女たち（2018年、SBS） - カン・ヘギョン役
- トラップ〜最も残酷な愛～（2019年、OCN） - シン・ヨンス役
- 緑豆の花（2019年、SBS） - ユウォル役
- 朝鮮駆魔師（2021年、SBS） - 元明（ウォンミョン）王后役
- コーヒーを飲みましょうか?（2021年、kakao TV） - キム・ジュヒ役
- 紙の月（2023年、genie TV） - カン・ソンヨン役
- あやしい彼女（2024年、KBS2） - バン・ジスク役[1]

### 映画
- 嫉妬は私の力（2002年） - アン・ヘオク役
- ラブストーリー（2003年） - ナ・ナヒ役
- ライアー（2004年） - ヤン・ミョンスン役
- 私の生涯で最も美しい一週間（2005年） - ハ・ソネ役
- 麻婆島（2005年） - チャンミ役
- 無道里: Moodori（2006年） - ヤン・ミギョン役
- 連理の枝（2006年） - スジン役
- 師の恩（2006年） - ミジャ役
- 宮女＜クンニョ＞（2007年） - ウォルニョン役
- 大誘拐～クォン・スンブン女史拉致事件～（2007年） - カメオ出演
- チェイサー（2008年） - キム・ミジン役
- 美人占い師（2009年） - ハン・ジヘ役
- ビー・デビル（2010年） - キム・ボンナム役
- 非情な都市（2012年） - ホン・スミン役
- 俳優は俳優だ（2013年） - オ・ヨニ役
- 探偵なふたり（2015年） - イ・ミオク役
- マドンナ（2015年） - ムン・へリム役
- ヨコクソン／女哭声（2018年） - シン氏夫人役
- 死なない夫（2020年） - セラ役
- 空気殺人〜TOXIC〜（2022年） - ハン・ギルジュ役

## 受賞・ノミネート
| 年   | 賞名                                              | 部門                               | 対象作品                 | 結果       |
| ---- | ------------------------------------------------- | ---------------------------------- | ------------------------ | ---------- |
| 2005 | 第13回 春史大賞映画祭                             | 新人女優賞                         | My Lovely Week           | 受賞       |
| 2005 | 第26回 青龍映画賞                                 | 助演女優賞                         | My Lovely Week           | ノミネート |
| 2006 | MBC演技大賞                                       | 黄金演技賞（ミニシリーズ部門）     | その家には誰がすんでるの | 受賞       |
| 2007 | KBS演技大賞                                       | 新人女優賞                         | ヨメ全盛時代             | ノミネート |
| 2007 | KBS演技大賞                                       | 助演女優賞                         | ヨメ全盛時代             | ノミネート |
| 2008 | 第12回 富川国際ファンタスティック映画祭           | 最優秀女優賞                       | チェイサー               | 受賞       |
| 2008 | 第45回 大鐘賞                                     | 助演女優賞                         | チェイサー               | ノミネート |
| 2008 | 第17回 釜日映画賞                                 | 助演女優賞                         | Shadows in the Palace    | ノミネート |
| 2008 | 第29回 青龍映画賞                                 | 助演女優賞                         | チェイサー               | ノミネート |
| 2008 | 第7回 大韓民国映画大賞                            | 助演女優賞                         | チェイサー               | ノミネート |
| 2008 | MBC演技大賞                                       | 人気賞（シットコム・コメディ）部門 | Here He Comes            | 受賞       |
| 2009 | MBC演技大賞                                       | 黄金演技賞（助演女優部門）         | 善徳女王                 | 受賞       |
| 2010 | 第14回 富川国際ファンタスティック映画祭           | 主演女優賞                         | ビー・デビル             | 受賞       |
| 2010 | 第6回 ファンタスティック・フェスト                | 主演女優賞                         | ビー・デビル             | 受賞       |
| 2010 | 第47回 大鐘賞                                     | 主演女優賞                         | ビー・デビル             | ノミネート |
| 2010 | 第30回 韓国映画批評家協会賞                       | 主演女優賞                         | ビー・デビル             | 受賞       |
| 2010 | 第11回 韓国映像芸術祭                             | フォトジェニック賞（映画女優部門） | ビー・デビル             | 受賞       |
| 2010 | 第4回 韓国分かち合い大賞                          | 会長賞                             | N/A                      | 受賞       |
| 2010 | 第31回 青龍映画賞                                 | 主演女優賞                         | ビー・デビル             | ノミネート |
| 2010 | 第8回 大韓民国映画大賞                            | 主演女優賞                         | ビー・デビル             | 受賞       |
| 2010 | 第11回 ウーマン・イン・フィルム・コリア・アワード | 主演女優賞                         | ビー・デビル             | 受賞       |
| 2010 | 第13回 ディレクターズ・カット・アワード           | 主演女優賞                         | ビー・デビル             | 受賞       |
| 2011 | 第2回 アジア・フィルム・アワード                  | 主演女優賞                         | ビー・デビル             | 受賞       |
| 2011 | 第31回 ポルト国際映画祭                           | 最優秀女優賞                       | ビー・デビル             | 受賞       |
| 2011 | 第47回 百想芸術大賞                               | 最優秀女優賞                       | ビー・デビル             | ノミネート |
| 2011 | MBC演技大賞                                       | 最優秀女優賞（連続ドラマ部門）     | 千回のキス               | ノミネート |